# Daniel Ekman (handbollsspelare)
Daniel Jörgen Ekman, född 31 mars 1995 i Eskilstuna, är en svensk handbollsspelare (mittnia).

## Karriär
Ekman började spela handboll i Eskilstuna Guif i hemstaden, en klubb som hans pappa Jan Ekman varit aktiv i under både många år både som spelare och tränare. Han debuterade i Guifs seniorlag som 19-åring 2014. Han spelade kvar i Guif till 2019, då han skrev på ett kontrakt för HK Malmö, där han blev kvar i 3 år. 2022 anslöt han till IFK Skövde.